# Pteron

Peripteros mit Pteron

Pteron (altgriechisch τὸ πτερόν, neutr. – der Flügel) ist die Fläche, die bei einem säulenumstandenen Tempel wie dem Peripteros, dem Dipteros und dem Pseudodipteros um die Cella herumläuft (der Umgang als Raum, in dem man sich aufhalten kann, wird Peridromos genannt). Das Pteron wird durch den Abstand zwischen der äußeren Grenze des Säulenkranzes (der Peristasis) und der Cellawand gebildet. Es bot den Gläubigen einen überdachten Unterstand nahe der Cellawand und konnte auch für kultische Prozessionen genutzt werden.